# Солтаев, Мансур Муссаевич
Мансур Муссаевич Солтаев (род. 13 июня 1978, Энгельс, Саратовская область) — российский чеченский государственный деятель, уполномоченный по правам человека (омбудсмен) в Чеченской Республике (2021—н. в.). Покрывает похищения людей чеченскими силовиками.

## Биография
Родился 13 июня 1978 года в Энгельсе Саратовской области. В 2007 году с отличием окончил Чеченский государственный педагогический институт по специальности «Технология и предпринимательство».
В 2008—2010 годах работал помощником главы администрации Заводского района Грозного. В 2010—2015 годах работал в партии «Единая Россия», занимая должности от заместителя руководителя районного отделения до помощника руководителя исполкома регионального отделения. С 2013 года является руководителем Регионального центра общественного контроля в сфере ЖКХ. Является руководителем рабочей группы по вопросам социальной защиты в Совете при главе Чечни Рамзане Кадырове по развитию гражданского общества и правам человека.
С 2019 года являлся начальником Управления по воспитательной и социальной работе Чеченского государственного университета, занимался вовлечением бюджетников в провластные митинги. В 2020 году окончил программу повышения квалификации «Управление вузом в условиях реализации национальных целей Российской Федерации» в Высшей школе экономики.
30 декабря 2021 года назначен уполномоченным по правам человека (омбудсменом) в Чеченской Республике. Его предшественник Нурди Нухажиев оставил должность после того, как в 2020 году были приняты федеральные поправки, по которым должность уполномоченного по правам человека в субъекте России нельзя занимать более двух раз подряд.

## Деятельность
В 2019 году Солтаев предложил узаконить многожёнство для защиты прав женщин. В 2020 году предложил снять мораторий на смертную казнь для педофилов и убийц детей.
В марте 2022 года Солтаев ездил в часть Донбасса, оккупированную российскими войсками,  и фотографировался в больницах и у разрушенных зданий.
В январе 2022 года, после похищения Заремы Мусаевой, матери оппозиционных активистов Янгулбаевых, Солтаев опубликовал видео с ней из спецприёмника и утверждал, что она в порядке, при том что Мусаева в видео этого не говорит, а только молчит. В июле 2023 года, после похищения Селимы Исмаиловой, бежавшей от домашнего насилия, снял аналогичное видео, в котором Исмаилова говорит, что у неё «всё хорошо». В сентябре 2023 года, после похищения Седы Сулеймановой из-за угроз «убийством чести», Солтаев выложил видео, в котором Сулейманова не произносит ни слова и не улыбается, и утверждал, что она «в хорошем расположении духа».
В августе 2023 года Солтаев приезжал в больницу к журналистке Елене Милашиной, избитой в Грозном, и утверждал, что Милашину обследовали и что «всё нормально», хотя у неё множественные переломы и сотрясение мозга. Он назвал нападение «диверсией против Чечни».
Также в августе 2023 года Солтаев по поручению уполномоченной по правам человека Татьяны Москальковой провёл проверку состояния Никиты Журавля, арестованного за сожжение Корана, и первым сообщил о его жалобе на избиение Адамом Кадыровым.
В марте 2023 года вручил медаль «Заслуженный правозащитник Чеченской Республики» Рамзану Кадырову.

## Отзывы
По мнению правозащитника Александра Черкасова, Солтаев — «человек без собственной биографии» и ставленник Рамзана Кадырова, который делает то, что ему скажут.
По мнению Екатерины Вансловой, главы северокавказского отделения «Команды против пыток», Солтаев сводит свою функцию к тому, чтобы передавать информацию в компетентные органы, которым полностью доверяет.
По мнению издания «Кавказ.Реалии», Солтаев занимается преимущественно улучшением репутации чеченцев за пределами Чечни.

## Награды
- Нагрудный знак от Геральдического совета при президенте России[1]
- Почётный знак Чеченской Республики «За трудовое отличие»[1]
- Медаль «За защиту прав человека» от уполномоченного по правам человека в Чеченской Республике[1] (2019) «за весомый вклад в дело становления и развития гражданского общества, защиту конституционных прав граждан, заслуги в укреплении взаимодействия между гражданским обществом и органами власти»[2]
- Благодарность Государственной думы (2019) «за особые заслуги по подготовке и проведению референдума по принятию Конституции Чеченской Республики»[2]
- Благодарность Общественной палаты Российской Федерации (2021) «за большой практический вклад в осуществление общественного контроля за соблюдением избирательных прав граждан»[1]

## Санкции
В 2023 году был включён в санкционные списки Украины, Европейского союза и США. 